# Porres Szent Márton
Porres Szent Márton, OP (Lima, 1579. december 9. – Lima, 1639. november 3.) szentté avatott perui katolikus szerzetes, a gyógyítók, szociális munkások védőszentje.

## Élete
Édesapja, Juan de Porres a spanyol nemesség tagja az Alcántarai egyházi lovagrend lovagjaként hittérítői buzgalommal Dél-Amerikába ment. Marton nővérével együtt a néger Anna Velázquezzel való törvénytelen kapcsolatából született. Mulatt származásuk miatt sok megaláztatásban volt részük. 12 éves korában már betegeket, szegényeket istápolt. Fürdőmester, sebész és gyógyszerész képesítést szerezve, végül orvos lett. Fáradhatatlanul gyógyított, s közben hazájában egyre ismertebb lett. A népszerűség elől menekülve, 1594-ben felvételét kérte a Domonkos-rendbe, ám származása miatt 1603. június 2-án is csak harmadrendű (világi) szerzetesként tehetett fogadalmat. Napközben a kolostorban betegeket ápolt, az éjszaka nagy részében virrasztott és imádkozott. Odaadó szolgálatának ismét híre ment, s egyre több beteg került a kolostorba, amikor is a prior kiutasította őket. Ekkor a nővére házát alakította át kórházzá, aki segítője lett. Vele együtt Limában árvaházat, domonkos szegénykonyhát és számos más karitatív intézményt nyitottak a társadalom elesett rétegei számára. A perui alkirállyal is jó kapcsolatot épített ki, ami segítette a munkáját. Egy betegétől kapta el a tífuszt, amely csaknem 60 éves korában halálát okozta.

## Szentsége
Számtalan csoda fűződik a nevéhez. 1837-ben XVI. Gergely pápa vezette boldoggá, 1962. május 6-án XXIII. János pápa pedig szentté avatási szertartását. Peru szociális ügyei és az egészségügyi dolgozók védőszentje. Ünnepe előbb november 5. volt, 1969-től november 3.

## Ikonográfia
A dominikánusok fekete-fehér ruhájában ábrázolják. Attribútumai az orvosságos üveg, gyógyszeres ládikó.	Gyógyítással foglalkozók, szociális munkások védősztje.